# NGC 418
NGC 418 este o galaxie spirală barată situată în constelația Sculptorul. A fost descoperită în 27 septembrie 1834 de către John Herschel.